# Svetlana Ishmurátova
Svetlana Írekovna Ishmurátova –en ruso, Светлана Ирековна Ишмуратова– (Zlatoúst, 20 de abril de 1972) es una deportista rusa que compitió en biatlón.
Participó en dos Juegos Olímpicos de Invierno, obteniendo en total tres medallas: dos de oro en Turín 2006 y una de bronce en Salt Lake City 2002. Ganó ocho medallas en el Campeonato Mundial de Biatlón entre los años 1998 y 2005, y cuatro medallas en el Campeonato Europeo de Biatlón, en los años 2003 y 2005.

## Palmarés internacional
| Juegos Olímpicos   | Juegos Olímpicos                | Juegos Olímpicos  | Juegos Olímpicos |
| Año                | Lugar                           | Medalla           | Prueba           |
| ------------------ | ------------------------------- | ----------------- | ---------------- |
| 2002               | Salt Lake City (Estados Unidos) | Medalla de bronce | Relevo           |
| 2006               | Turín (Italia)                  | Medalla de oro    | Individual       |
| 2006               | Turín (Italia)                  | Medalla de oro    | Relevo           |
| Campeonato Mundial |                                 |                   |                  |
| Año                | Lugar                           | Medalla           | Prueba           |
| 1998               | Hochfilzen (Austria)            | Medalla de oro    | Equipo           |
| 2001               | Pokljuka (Eslovenia)            | Medalla de oro    | Relevo           |
| 2003               | Janty-Mansisk (Rusia)           | Medalla de oro    | Relevo           |
| 2003               | Janty-Mansisk (Rusia)           | Medalla de plata  | Salida en grupo  |
| 2003               | Janty-Mansisk (Rusia)           | Medalla de bronce | Persecución      |
| 2004               | Oberhof (Alemania)              | Medalla de plata  | Relevo           |
| 2005               | Hochfilzen (Austria)            | Medalla de oro    | Relevo           |
| 2005               | Janty-Mansisk (Rusia)           | Medalla de oro    | Relevo mixto     |
| Campeonato Europeo |                                 |                   |                  |
| Año                | Lugar                           | Medalla           | Prueba           |
| 2003               | Forni Avoltri (Italia)          | Medalla de plata  | Velocidad        |
| 2005               | Novosibirsk (Rusia)             | Medalla de oro    | Individual       |
| 2005               | Novosibirsk (Rusia)             | Medalla de oro    | Relevo           |
| 2005               | Novosibirsk (Rusia)             | Medalla de plata  | Velocidad        |